# Lớp Song tinh tảo
Lớp Song tinh tảo (danh pháp khoa học: Zygnematophyceae), còn gọi là lớp Tảo tiếp hợp (danh pháp khoa học: Conjugatophyceae), là một lớp tảo lục.

## Phân loại
Nó chứa các bộ và họ sau:
- Zygnematales
  - Mesotaeniaceae. Họ này có thể tách riêng thành bộ Mesotaeniales.
  - Zygnemataceae
- Desmidiales
  - Closteriaceae
  - Desmidiaceae
  - Gonatozygaceae
  - Peniaceae

## Phát sinh chủng loài
Kết quả nghiên cứu của Goncharov và ctv. (2003) cũng như của Goncharov và ctv (2004) đều xác nhận tính đơn ngành của lớp Zygnematophyceae và bộ Desmidiales. Tuy nhiên, bộ Zygnematales thì tạo ra một chuỗi các nhánh phân kỳ sớm trong một trật tự kế tục cận ngành, với 2 họ truyền thống Mesotaeniaceae và Zygnemataceae không được phục hồi như là các dòng dõi đơn ngành. Thay vì thế, nhánh Spirogyra/Sirogonium rẽ nhánh dài và các nhánh Netrium và Roya phân kỳ muộn hơn đại diện cho các nhánh độc lập (các chi này được xếp trong họ Zygnemataceae truyền thống). Trong phạm vi bộ Desmidiales thì các họ Gonatozygaceae và Closteriaceae là đơn ngành, trong khi Peniaceae (đại diện duy nhất trong thử nghiệm năm 2003 là Penium margaritaceum) và Desmidiaceae đại diện cho một dòng dõi được hỗ trợ yếu. Trong phân tích năm 2004, các tác giả xác định bộ Zygnematales là cận ngành và xác định (không dứt khoát) bảy nhánh trong phạm vi bộ này, bao gồm: Roya, Netrium (ngoại trừ 2 đơn vị phân loại liệt kê sau đây), Spirogyra, "nhóm chỏm cây của bộ Zygnematales", và 3 đơn vị phân loại riêng rẽ (Mesotaenium endlicherianum, Netrium interruptum và Netrium oblongum). Ba chi dạng sợi (Spirogyra, Mougeotia, Zygnema) được xác định là đơn ngành, trong khi các chi khác là không đơn ngành. Hai trong ba loài của chi Penium trong thử nghiệm năm 2004 (P. cylindrus và P. exiguum) tạo ra một nhánh được hỗ trợ mạnh với họ Desmidiaceae (nằm trên cùng nhánh với Phymatodocis nordstedtiana). Các tác giả gọi nhánh lớn này là DESM. Loài còn lại (Penium spirostriolatum) có quan hệ chị-em với DESM. Như thế khái niệm về 2 họ Peniaceae và Desmidiaceae cần được xem xét lại.

## Hình ảnh

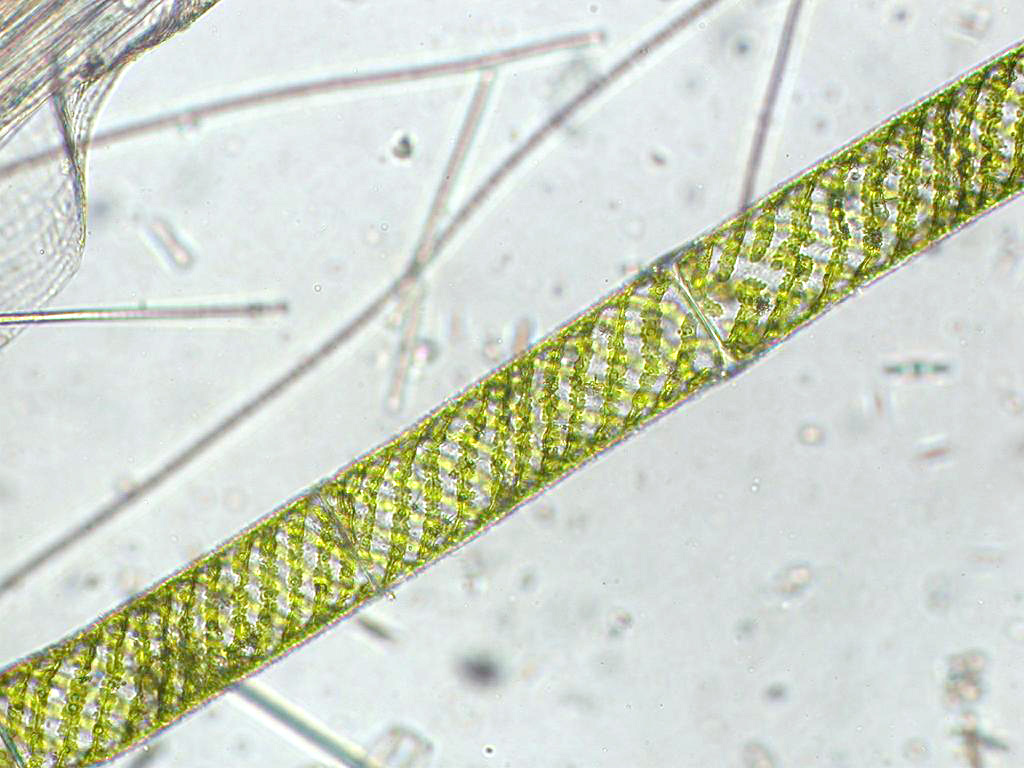
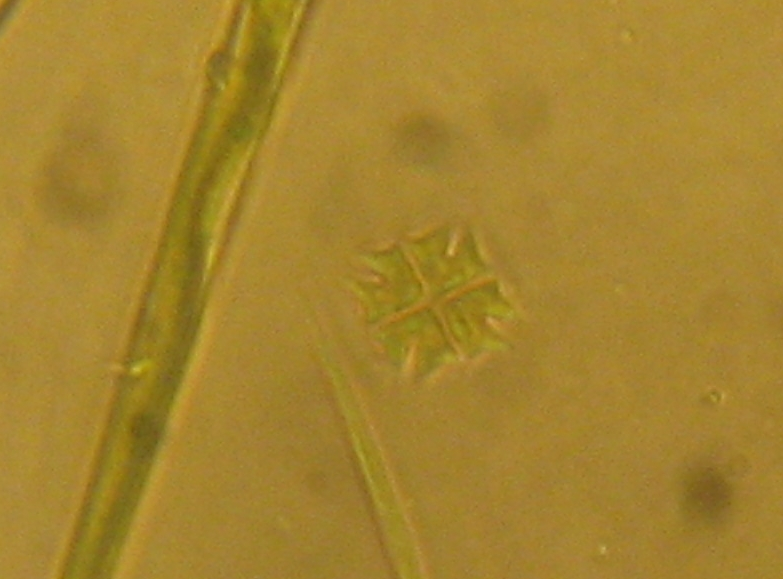
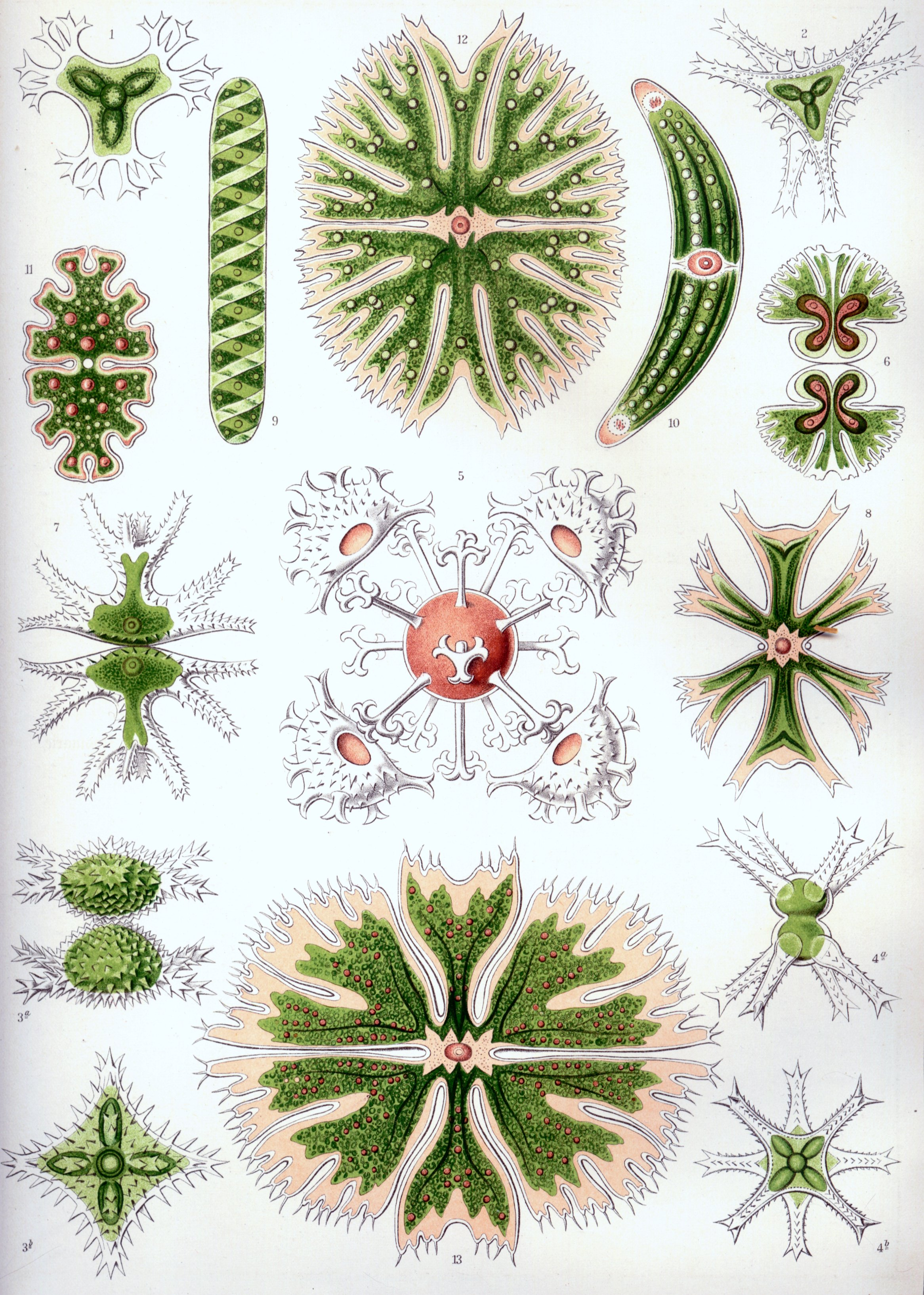
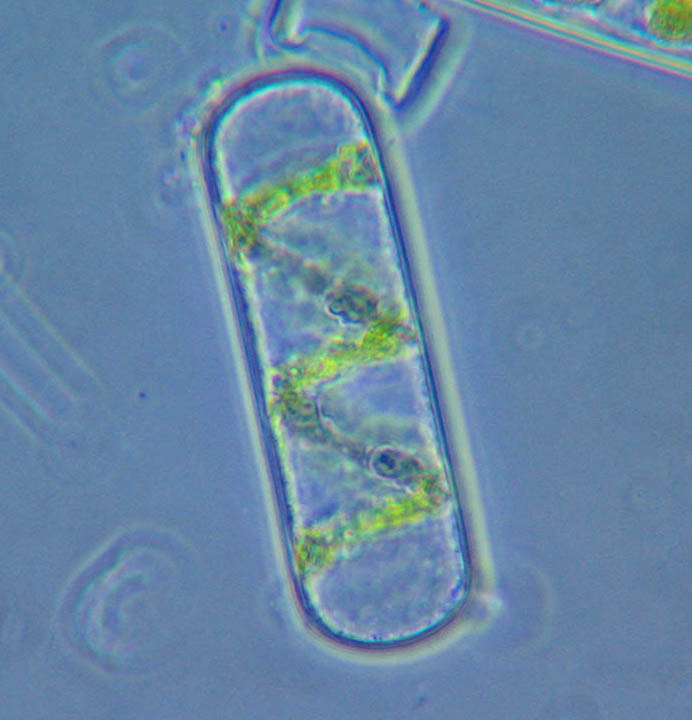